# کلود برنارد
کلود برنارد (به فرانسوی: Claude Bernard) (زاده ۱۲ ژوئیه ۱۸۱۳ – درگذشته ۱۰ فوریه ۱۸۷۸) پزشک و فیزیولوژیست فرانسوی بود. وی در کنار بسیاری از دیگر دستاوردهایش جزء اولین کسانی بود که استفاده از آزمایشات کور را برای اطمینان از عینیت مشاهده های علمی پیشنهاد داد. او یک ندانم گرا بود. 

## کشف
او کشف کرد که ریزاندامگان نقش اصلی را در پیدایش بیماری ندارند بلکه نقش اصلی را محیطی که به آن وارد می‌شوند ایفا می‌کند. وی در سراسر زندگیش بحث طولانی با دانشمند دیگر لویی پاستور که بر این دیدگاه بود که ریزاندامگان باعث بیماری می‌شوند و باید همه چیز استریل شود و باید با میکروب‌ها جنگید، داشت. در آخر پیش از اینکه لویی پاستور از دنیا برود در بستر بیماری گفت: برنارد درست می‌گفت: همه چیز به کیفیت و سیستم ایمنی محیط بستگی دارد، نه به میکروب‌ها و ریزجانداران. مفهوم مایع خارج سلولی و هم‌ایستایی (هومیوستازی) را برای نخستین بار کلود برنار مطرح کرد.